# Herman Venema
Hermannus (Herman) Venema (Wildervank, 1697 - Leeuwarden, 26 mei 1787) was een Nederlandse hoogleraar theologie.

## Leven en werk
Venema werd in 1697 in Wildervank geboren als zoon van de vervener Hindrik Jacobs en van Grietje Harms. Hij studeerde theologie aan de hogeschool van Groningen en aan de universiteit van Franeker. Na zijn studie werd hij predikant in de Friese plaats Dronrijp. In 1723 werd hij benoemd tot hoogleraar theologie in Franeker als opvolger van de in dat jaar overleden Campegius Vitringa jr., een van zijn leermeesters. Venema was in zijn theologisch denken door hem beïnvloed en door diens vader Campegius Vitringa sr., die in 1722 was overleden. Venema was ruim vijftig jaar als hoogleraar verbonden aan de universiteit van Franeker. Hij was tevens academiepredikant en vervulde er viermaal de functie van rector magnificus. Hij trouwde op 19 mei 1724 te Franeker met de weduwe van Campegius Vitringa jr., Anna Sophia Sixti. Venema werd na het neerleggen van zijn reguliere functie als hoogleraar benoemd tot professor honorarius. Ook daarna bleef hij colleges kerkgeschiedenis geven tot op hoge leeftijd. In 26 mei 1787 overleed hij, circa 90 jaar oud, in zijn woonplaats Leeuwarden. 
Als theoloog trad hij weliswaar in de voetsporen van zijn door Johannes Coccejus beïnvloede voorgangers, maar hij probeerde daarbij een synthese te bewerkstelligen tussen enerzijds een theologie gebaseerd op openbaring en anderzijds de ratio. Zijn houding ten opzichte van andersdenkenden was tolerant. Omgekeerd leidde zijn opvattingen over predestinatie tot de beschuldiging dat hij een socianist zou zijn. Venema verdedigde zich tegen deze beschuldigingen. Hij bepleitte het recht van het individu op een eigen wijze van geloofsbeleving. Zijn manier van denken wordt wel getypeerd als de "reformatorische verlichting".